# Филологические записки
«Филологические записки» — філологічно-педагогічний російськомовний часопис, виходив у Воронежі (нині місто в РФ; 1860, 1862—1917), 6 номерів на рік. Видавець і редактор — О.Хованський, учитель російської словесності Михайлівського кадетського корпусу у Воронежі. Видавав власним коштом. У ред. статті (1860, вип. 1) зазначалося, що часопис розрахований на викладачів рос. мови та словесності, учнів г-зій, студентів. Тематично складався з таких розділів: 1) дослідження, де друкувалися праці з давньорус. писемності, міфології, фольклору, рос. та ін. слов'янських мов і літератури, заг. і порівняльного мовознавства; 2) замітки педагогів із приводу навчально-методичних питань; 3) критика і бібліографія; 4) «класицизм», присвячений класичній літературі. У додатках читачів знайомили з перекладами праць зарубіжних авторів, а також роботами викладачів і студентів із проблематики журналу. Із 1866 запроваджено розділ «Славянский вестник», на сторінках якого вміщувалися славістичні розвідки. Видавець залучив до співпраці відомих рос. учених — О.Архангельського, Ф.Буслаєва, Я.Бодуена де Куртене, О.Соболевського, Я.Грота, М.Вікторова та ін., київ. учених О.Котляревського, А.Степовича. У журналі надруковано чимало праць відомого укр. вченого О.Потебні: «О звуковых особенностях русских наречий: С приложением образцов менее известных малорусских говоров» (1865, т. 4), «Заметки о малорусском наречии: Образцы малорусских говоров» (1870, т. 9), «Малорусская народная песня по списку XVI в.» (1877, т. 16), «Слово о полку Ігореве» (1878, т. 17) та ін.
Бібліографічні покажчики журналу: Указатель статей, напечатанных в «Филологических записках» за весь 25-летний период этого издания. Воронеж, 1888; Указатель статей, напечатанных в «Филологических записках» 1887—1899. Воронеж, 1890.